# Bâtiment situé 11 Trg kralja Petra à Pančevo
Le bâtiment situé 11 Trg kralja Petra à Pančevo (en serbe cyrillique : Зграда на Тргу краља Петра 11 у Панчеву ; en serbe latin : Zgrada na Trgu kralja Petra 11 u Pančevu) est situé à Pančevo, dans la province de Voïvodine et dans le district du Banat méridional, en Serbie. Il est inscrit sur la liste des monuments culturels de grande importance de la république de Serbie (identifiant no SK 1434).

## Présentation
Le bâtiment a été construit en 1830 pour Vartolomej Graf, selon des plans de l'officier Mihovil Mihaljević, pour servir à des fins résidentielles et commerciales ; Graf lui a laissé son surnom de « maison Graf ». Mihaljević commandait Frontière militaire du Banat (Banatska vojna krajina) et a, par ailleurs, joué un rôle important dans le développement urbain de Pančevo. En 1834, Graf y a ouvert la seconde pharmacie de Pančevo, sous l'enseigne de « Kod Salvatora ».
L'édifice forme un angle et est constitué d'un rez-de-chaussée et d'un étage ; il est construit sur un plan en « L » dans un style néo-classique. La façade principale, qui donne sur la place, se caractérise par sa symétrie, avec le portail principal en son centre surmonté d'un balcon en fer forgé ; horizontalement, elle est rythmée par des cordons séparant les étages et par une corniche ornée de rosettes et de petites consoles courant sur le toit. Les fenêtres du rez-de-chaussée se terminent par des niches peu profondes et demi-circulaires, tandis qu'à l'étage elles sont surmontées de structures rectangulaires avec des décorations en stuc et des médaillons représentant des têtes d'hommes ; seule l'ouverture au-dessus du balcon centrale est arquée.
Des travaux de restauration ont été effectués sur l'édifice en 1993.